# Gloucester-Nationalpark
Der Gloucester-Nationalpark ist ein australischer Nationalpark im äußersten Südwesten des Landes.
Das 9 km² große Gebiet liegt in Western Australia, 281 km südlich von Perth und 3 km von Pemberton entfernt.
Im Park befinden sich der riesige Gloucester Tree, ein Karribaum (Eucalyptus diversicolor), den Besucher bis zu einer Plattform in 61 m Höhe erklettern können. Der Gloucester Tree ist nach dem Duke of Gloucester benannt, der Pemberton besuchte, als die Plattform erbaut wurde. Dieser Baum diente ab 1947 der Feuerbeobachtung in einem Netz von Beobachtungsstationen in den Bäumen bis ins Jahr 1952. Die Eukalypten in Australien können bis zu 90 Meter hoch werden. Neben diesem riesigen Baum, der 3 Kilometer von Pemberton entfernt ist, gibt es weitere Riesebäume, den Dave Evans Bicentennial Tree, der 11 km südlich von Pemberton auf der Old Vasse Roud und den Diamond Tree, der 10 km südlich von Manjimup am South Western Highway liegt.

Ein weiteres Naturereignis im Park ist der Wasserfall Lefroy Brook, dessen Wasser über Felsenstufen in Kaskaden herabfällt. Im Park gibt es zahlreiche Wanderwege. Am Gloucester Tree und am Lefroy-Wasserfall gibt es Tische zum Picknick und Toiletten.